# Musasir
Musasir est une ancienne cité située au nord-est de la Mésopotamie antique, donc la localisation exacte n'a pas été déterminée. Elle a été la capitale d'une petite principauté durant la première moitié du Ier millénaire av. J.-C., située à la charnière entre les zones d'influences des deux plus grandes puissances de l'époque, l'Assyrie au sud et l'Urartu au nord. Les textes de ces deux royaumes plaident pour une localisation dans les zones montagneuses du Kurdistan irakien, peut-être vers l'actuelle ville de Rowanduz. Il a également été tenté d'identifier cette ville avec le site archéologique de Rabat Tepe, situé dans le nord-ouest de l'Iran.
Musasir apparaît dans les textes assyriens du IXe siècle av. J.-C. comme une petite principauté située au nord de leur royaume, qui leur est parfois soumise : Assurnasirpal II reçoit l'hommage de ses représentants lorsqu'il inaugure sa nouvelle capitale à Kalkhu ; le général assyrien Dayyan-Assur, agissant pour le compte du roi Salmanazar III (successeur d'Assurnasirpal) mène une campagne durant laquelle il détruit plusieurs localités du territoire de Musasir.
Le prestige de Musasir devient important peu après, quand le dieu local Haldi devient la divinité nationale du royaume d'Urartu. Cette divinité n'est en fait pas originaire d'Urartu, mais à partir du règne d'Ishpuini (c. 830-810 av. J.-C.) elle fut choisie pour être la grande divinité du royaume. La stèle de Kaleshin, dressée sur le col du même nom par ce souverain associé à son fils et successeur désigné Menua, porte une inscription bilingue en assyrien et urartéen : elle commémore les dotations qu'il a laissées pour le culte du sanctuaire de Musasir. La richesse de la cité doit avoir profité de cette situation, surtout durant les années fastes de l'Urartu durant la première moitié du VIIIe siècle av. J.-C.
Avec le regain des conflits entre l'Urartu et l'Assyrie durant la seconde moitié du VIIIe siècle av. J.-C., Musasir devient une place de première importance, sans doute tant par sa localisation que par son statut de ville sainte de l'Urartu. Durant les affrontements entre Rusa Ier (c. 730-714 av. J.-C.) d'Urartu et Sargon II (722-705 av. J.-C.) d'Assyrie, son roi Urzana change à plusieurs reprises d'alliance. Son choix se porte apparemment d'abord sur l'Assyrie, ce qui entraîne l'invasion de son territoire par les troupes urartéennes, qui le rattrapent alors qu'il tentait de fuir en territoire assyrien. Urzana est cependant réinstallé à Musasir, mais en étant désormais vassal de l'Urartu. Il reste fidèle à ce royaume même après ses déboires face aux Cimmériens et surtout sa défaite cinglante face aux troupes assyriennes en 714 av. J.-C., durant la huitième campagne de Sargon II. Après avoir vaincu de nombreux vassaux de l'Urartu, le roi assyrien dirige ses troupes vers Musasir qui tombe après un siège apparemment court, et ordonne le pillage des richesses de son grand sanctuaire. L'inventaire qu'en donne le récit de sa victoire est impressionnant : plus de 300 000 objets précieux, des milliers de kilogrammes de métaux précieux, etc. Le siège et le pillage étaient figurés sur des bas-reliefs du palais de Sargon à Khorsabad, désormais perdus après le naufrage dans le sud de l'Irak du convoi qui devait le mener vers un port les conduisant jusqu'en France, mais ils sont connus par des copies réalisées avant leur transport. Un des bas-reliefs figurait notamment le grand temple de Haldi : c'était un bâtiment avec un toit en pente, dont les façades étaient ornées de boucliers et de lances, avec une entrée monumentale encadrée par des statues d'hommes et d'animaux. Le destin de Musasir après cette campagne reste incertain : certains lettres assyriennes évoquant Urzana en tant que vassal du royaume pourraient dater de cette période-là ; le roi de Musasir aurait alors su une nouvelle fois tirer son épingle du jeu pour rester en place en changeant de suzerain. Mais cela reste incertain.